# Championnat d'Europe féminin de football des moins de 17 ans
Cet article traite de l'épreuve féminine. Pour la compétition masculine, voir Championnat d'Europe de football des moins de 17 ans.
Le Championnat d'Europe féminin de football des moins de 17 ans est une compétition de football féminin organisée par l'Union des associations européennes de football (UEFA). Ce tournoi sert de qualification pour la coupe du monde de football féminin des moins de 17 ans lors des années impaires.

## Historique

Ancien logo de la compétition.
Logo actuel.

L'Allemagne remporte les deux premières éditions, suivie de l'équipe d'Espagne qui remporte les deux suivantes. En 2012, l'équipe d'Allemagne récupère son titre et remporte donc le championnat pour la 3e fois. Sur ces cinq premières éditions, l'équipe de France atteint à trois reprises la finale.
En 2013, la Pologne interrompt cette hégémonie, mais les Allemandes (à quatre reprises) et les Espagnoles se partagent à nouveau les titres durant les six années suivantes.
En 2023, la France remporte la compétition pour la première fois.

## Format
La phase finale des six premières éditions, de 2008 à 2013, réunit quatre équipes, qui disputent deux matchs chacune (une demi-finale et un match pour la 3e place ou la finale). À partir de 2014, le nombre d'équipes en phase finale passe de quatre à huit équipes, réparties en deux groupes de quatre au premier tour.

## Palmarès
| Édition | Année | Pays hôte          | Finale                                               | Finale                                               | Finale                                               | Match pour la troisième place                        | Match pour la troisième place                        | Match pour la troisième place                        |
| Édition | Année | Pays hôte          | Champion                                             | Score                                                | Deuxième                                             | Troisième                                            | Score                                                | Quatrième                                            |
| ------- | ----- | ------------------ | ---------------------------------------------------- | ---------------------------------------------------- | ---------------------------------------------------- | ---------------------------------------------------- | ---------------------------------------------------- | ---------------------------------------------------- |
| 1re     | 2008  | Suisse             | Allemagne                                            | 3 - 0                                                | France                                               | Danemark                                             | 4 - 1                                                | Angleterre                                           |
| 2e      | 2009  | Suisse             | Allemagne                                            | 7 - 0                                                | Espagne                                              | France                                               | 3 - 1                                                | Norvège                                              |
| 3e      | 2010  | Suisse             | Espagne                                              | 0 - 0 ap (4-1tab)                                    | Irlande                                              | Allemagne                                            | 3 - 0                                                | Pays-Bas                                             |
| 4e      | 2011  | Suisse             | Espagne                                              | 1 - 0                                                | France                                               | Allemagne                                            | 8 - 2                                                | Islande                                              |
| 5e      | 2012  | Suisse             | Allemagne                                            | 1 - 1 (4-3tab)                                       | France                                               | Danemark                                             | 0 - 0 (5-4tab)                                       | Suisse                                               |
| 6e      | 2013  | Suisse             | Pologne                                              | 1 - 0                                                | Suède                                                | Espagne                                              | 4 - 0                                                | Belgique                                             |
| 7e      | 2014  | Angleterre         | Allemagne                                            | 1 - 1 (3-1tab)                                       | Espagne                                              | Italie                                               | 0 - 0 (4-3tab)                                       | Angleterre                                           |
| 8e      | 2015  | Islande            | Espagne                                              | 5 - 2                                                | Suisse                                               | Allemagne France                                     | Pas de match                                         | Pas de match                                         |
| 9e      | 2016  | Biélorussie        | Allemagne                                            | 0 - 0 (3-2tab)                                       | Espagne                                              | Angleterre                                           | 2 - 1                                                | Norvège                                              |
| 10e     | 2017  | Tchéquie           | Allemagne                                            | 0 - 0 (3-1tab)                                       | Espagne                                              | Pays-Bas Norvège                                     | Pas de match                                         | Pas de match                                         |
| 11e     | 2018  | Lituanie           | Espagne                                              | 2 - 0                                                | Allemagne                                            | Finlande                                             | 2 - 1                                                | Angleterre                                           |
| 12e     | 2019  | Bulgarie           | Allemagne                                            | 1 - 1 (3-2tab)                                       | Pays-Bas                                             | Portugal Espagne                                     | Pas de match                                         | Pas de match                                         |
| 13e     | 2020  | Suède              | Édition annulée en raison de la pandémie de Covid-19 | Édition annulée en raison de la pandémie de Covid-19 | Édition annulée en raison de la pandémie de Covid-19 | Édition annulée en raison de la pandémie de Covid-19 | Édition annulée en raison de la pandémie de Covid-19 | Édition annulée en raison de la pandémie de Covid-19 |
| 13e     | 2021  | Îles Féroé         | Édition annulée en raison de la pandémie de Covid-19 | Édition annulée en raison de la pandémie de Covid-19 | Édition annulée en raison de la pandémie de Covid-19 | Édition annulée en raison de la pandémie de Covid-19 | Édition annulée en raison de la pandémie de Covid-19 | Édition annulée en raison de la pandémie de Covid-19 |
| 13e     | 2022  | Bosnie-Herzégovine | Allemagne                                            | 2 - 2 (3-2tab)                                       | Espagne                                              | France                                               | 2 - 0                                                | Pays-Bas                                             |
| 14e     | 2023  | Estonie            | France                                               | 3 - 2                                                | Espagne                                              | Angleterre Suisse                                    | Pas de match                                         | Pas de match                                         |
| 15e     | 2024  | Suède              | Espagne                                              | 4 - 0                                                | Angleterre                                           | Pologne                                              | 2 - 2 (4-2tab)                                       | France                                               |
| 16e     | 2025  | Îles Féroé         | Pays-Bas                                             | 2 - 1                                                | Norvège                                              | France Italie                                        | Pas de match                                         | Pas de match                                         |

## Bilan par pays
À ce jour, neuf équipes ont disputé au moins une finale (Allemagne, Angleterre, Espagne, France, Irlande, Pays-Bas, Pologne, Suède et Suisse), et seules cinq formations ont remporté le titre (Allemagne, Espagne, Pologne, France et Pays Bas).
| Pays       | Vainqueur                                          | Finaliste                              | Demi-finaliste                     |
| ---------- | -------------------------------------------------- | -------------------------------------- | ---------------------------------- |
| Allemagne  | 8 (2008, 2009, 2012, 2014, 2016, 2017, 2019, 2022) | 1 (2018)                               | 3 (2010*, 2011*, 2015)             |
| Espagne    | 5 (2010, 2011, 2015, 2018, 2024)                   | 6 (2009, 2014, 2016, 2017, 2022, 2023) | 2 (2013*, 2019)                    |
| France     | 1 (2023)                                           | 3 (2008, 2011, 2012)                   | 5 (2009*, 2015, 2022*, 2024, 2025) |
| Pays-Bas   | 1 (2025)                                           | 1 (2019)                               | 3 (2010, 2017, 2022)               |
| Pologne    | 1 (2013)                                           |                                        | 1 (2024*)                          |
| Suisse     |                                                    | 1 (2015)                               | 2 (2012, 2023)                     |
| Angleterre |                                                    | 1 (2024)                               | 5 (2008, 2014, 2016*, 2018, 2023)  |
| Irlande    |                                                    | 1 (2010)                               |                                    |
| Suède      |                                                    | 1 (2013)                               |                                    |
| Danemark   |                                                    |                                        | 2 (2008*, 2012*)                   |
| Norvège    |                                                    | 1 (2025)                               | 3 (2009, 2016, 2017)               |
| Italie     |                                                    |                                        | 2 (2014*, 2025)                    |
| Finlande   |                                                    |                                        | 1 (2018*)                          |
| Islande    |                                                    |                                        | 1 (2011)                           |
| Belgique   |                                                    |                                        | 1 (2013)                           |
| Portugal   |                                                    |                                        | 1 (2019)                           |

20xx* : 3e place